# بني (لون)
الأسمر أو البُنّيّ لون مركب ينتمي للنموذج اللوني س م ص د وهو أحد الألوان الحارة، وكلمة بني نسبة للبن (قهوة). يتكون اللون البني من خلال الجمع بين الأحمر والأسود والأصفر والوردي والأسود، أو من خلال الجمع بين الأحمر، الأصفر، والأزرق.
او الاخضر مضاف له الاحمر

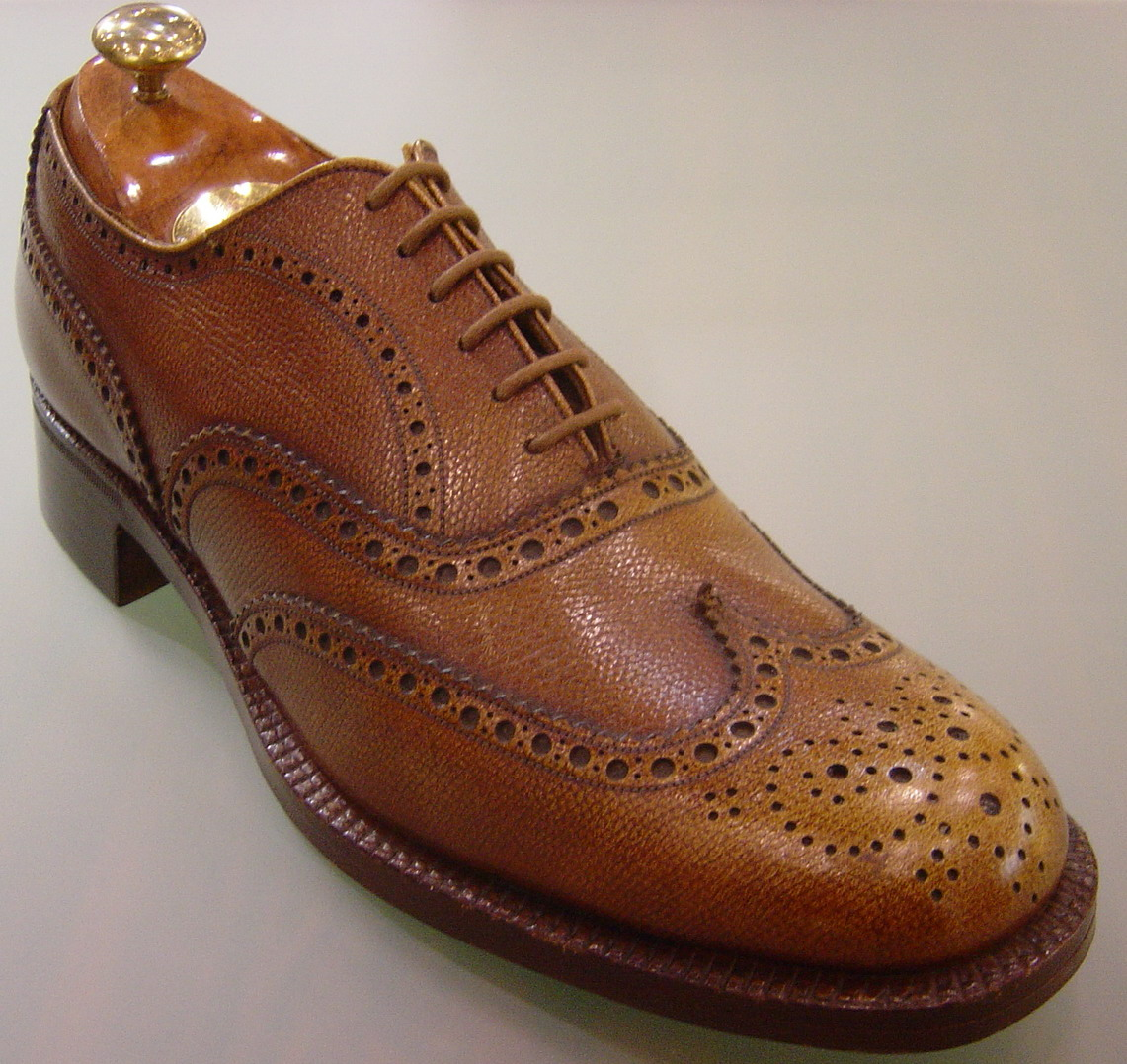
لون تقليدي للأحذية الجلدية
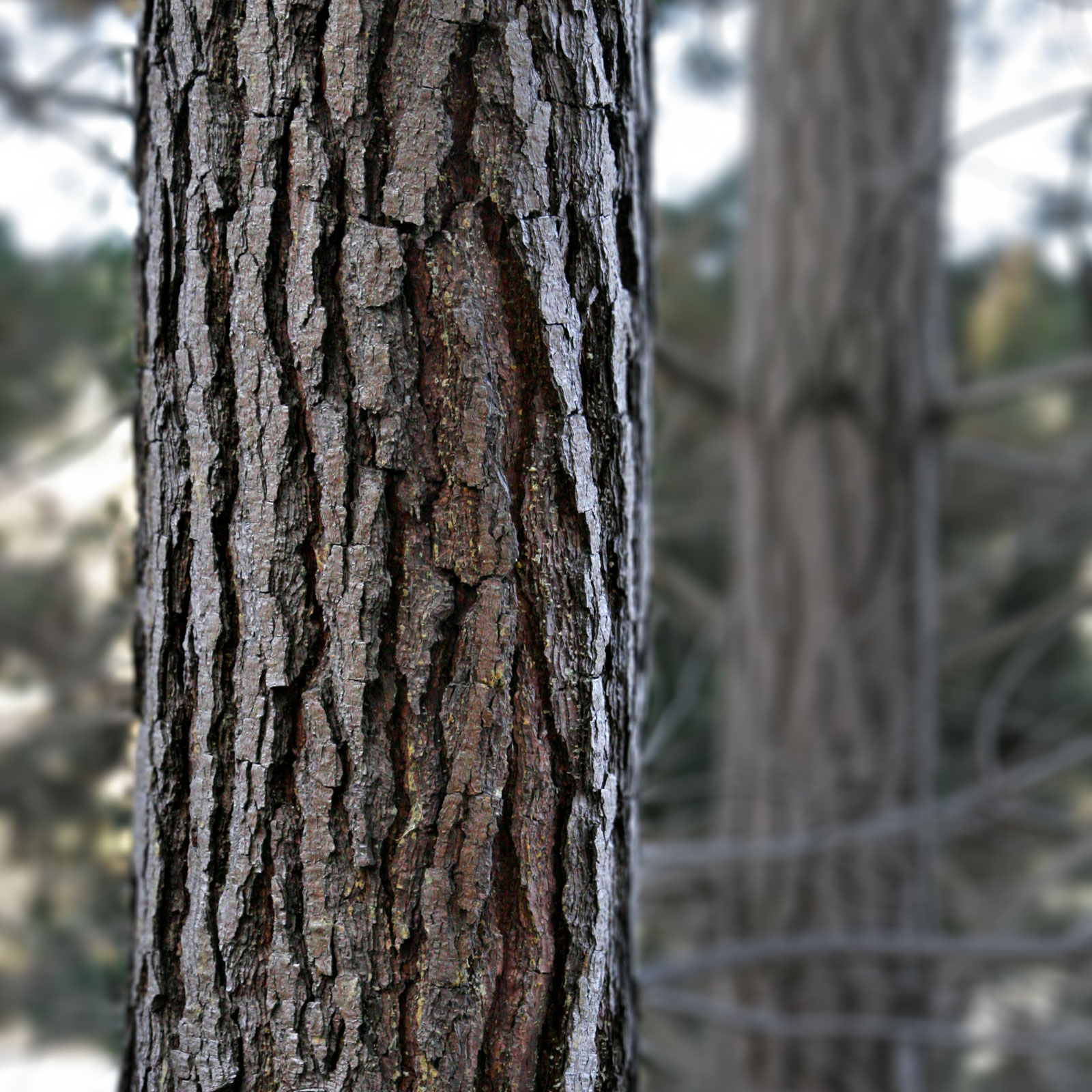
جذع شجرة
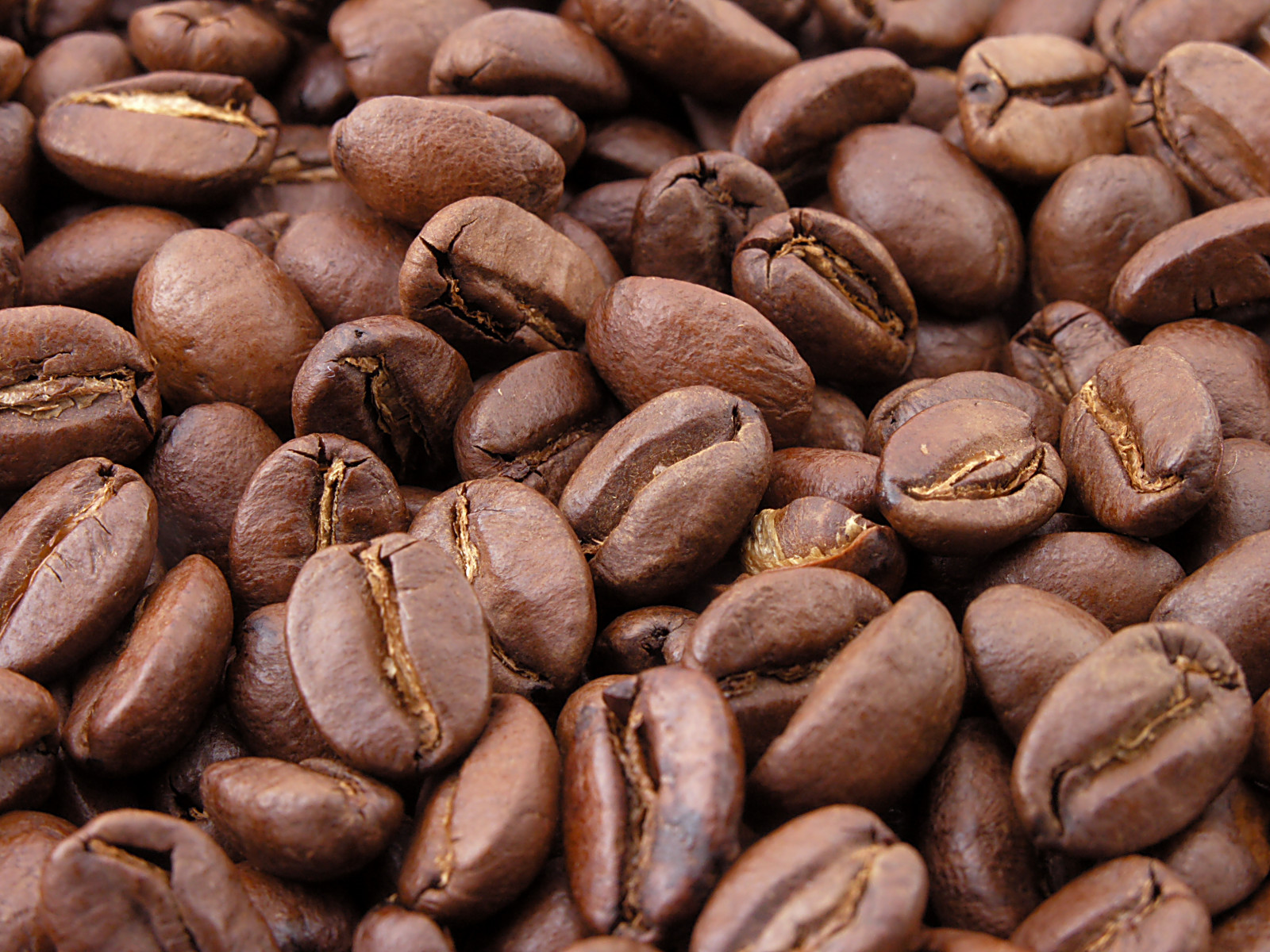
حبات من البن
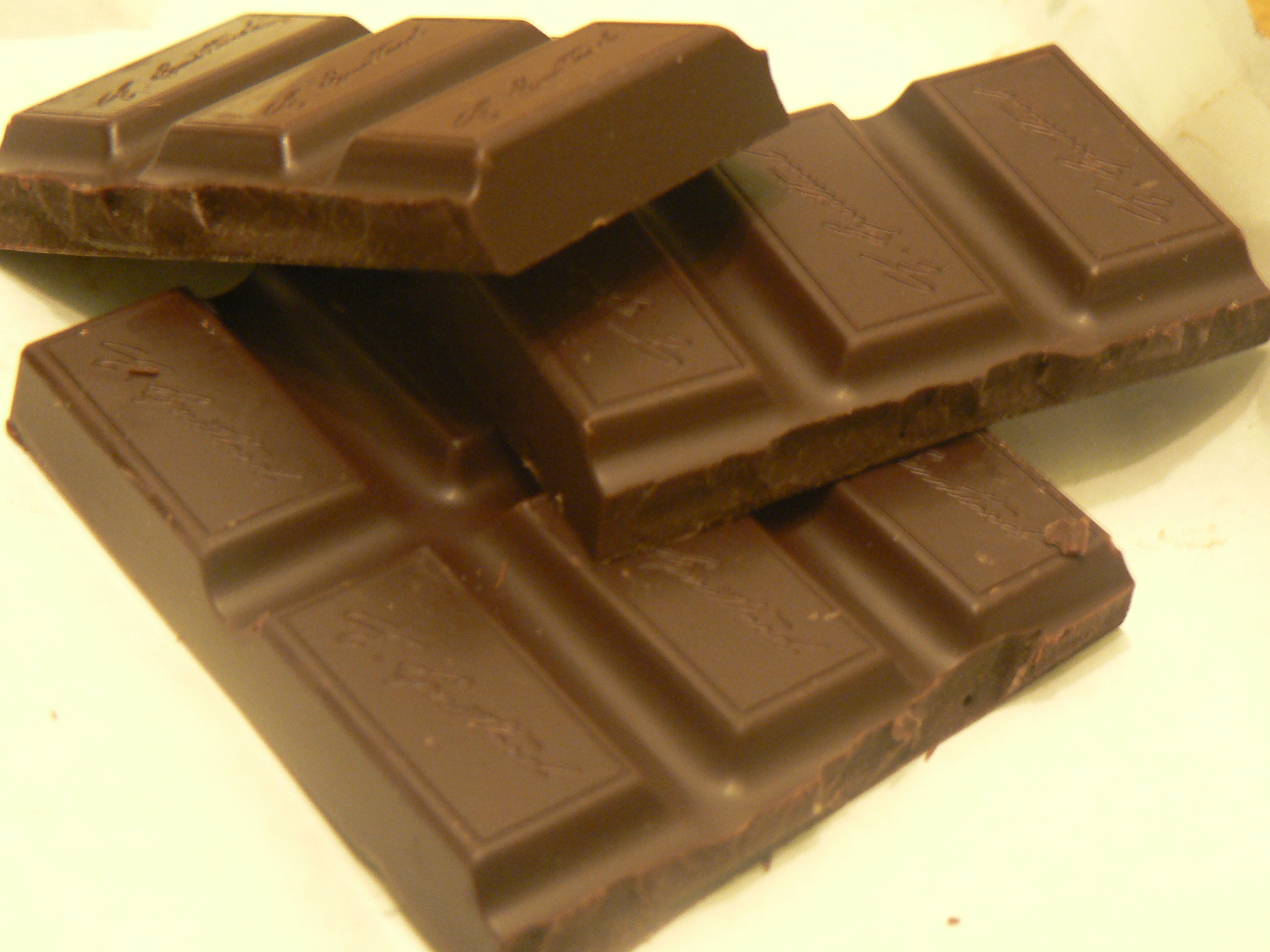
شيكولاتة
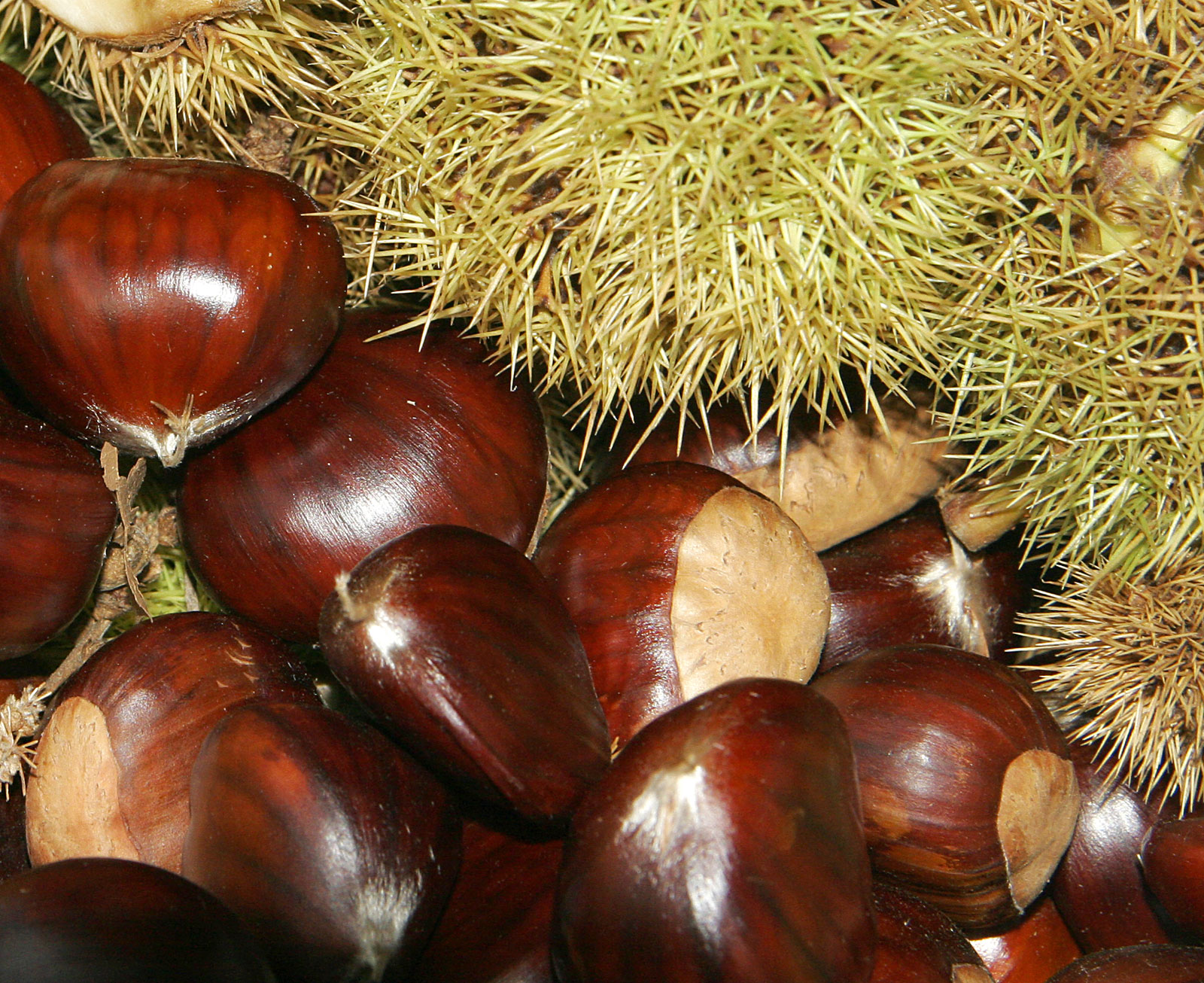
بندق
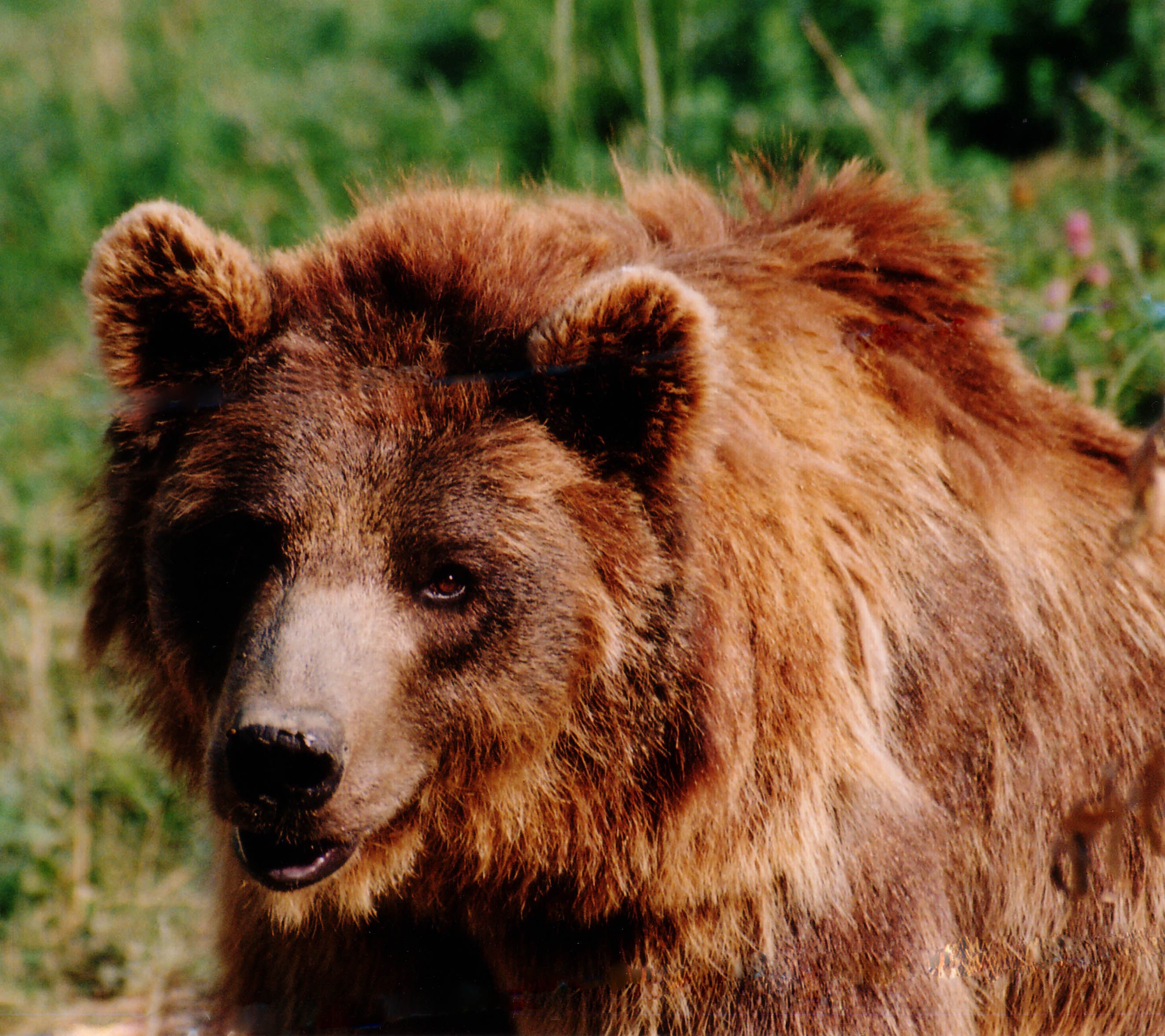
دب